# San Fernando (Cádiz)
San Fernando is een stad en gemeente in de Spaanse autonome regio Andalusië, in de provincie Cádiz, met een oppervlakte van 31 km². In 2007 telde San Fernando 95.026 inwoners.

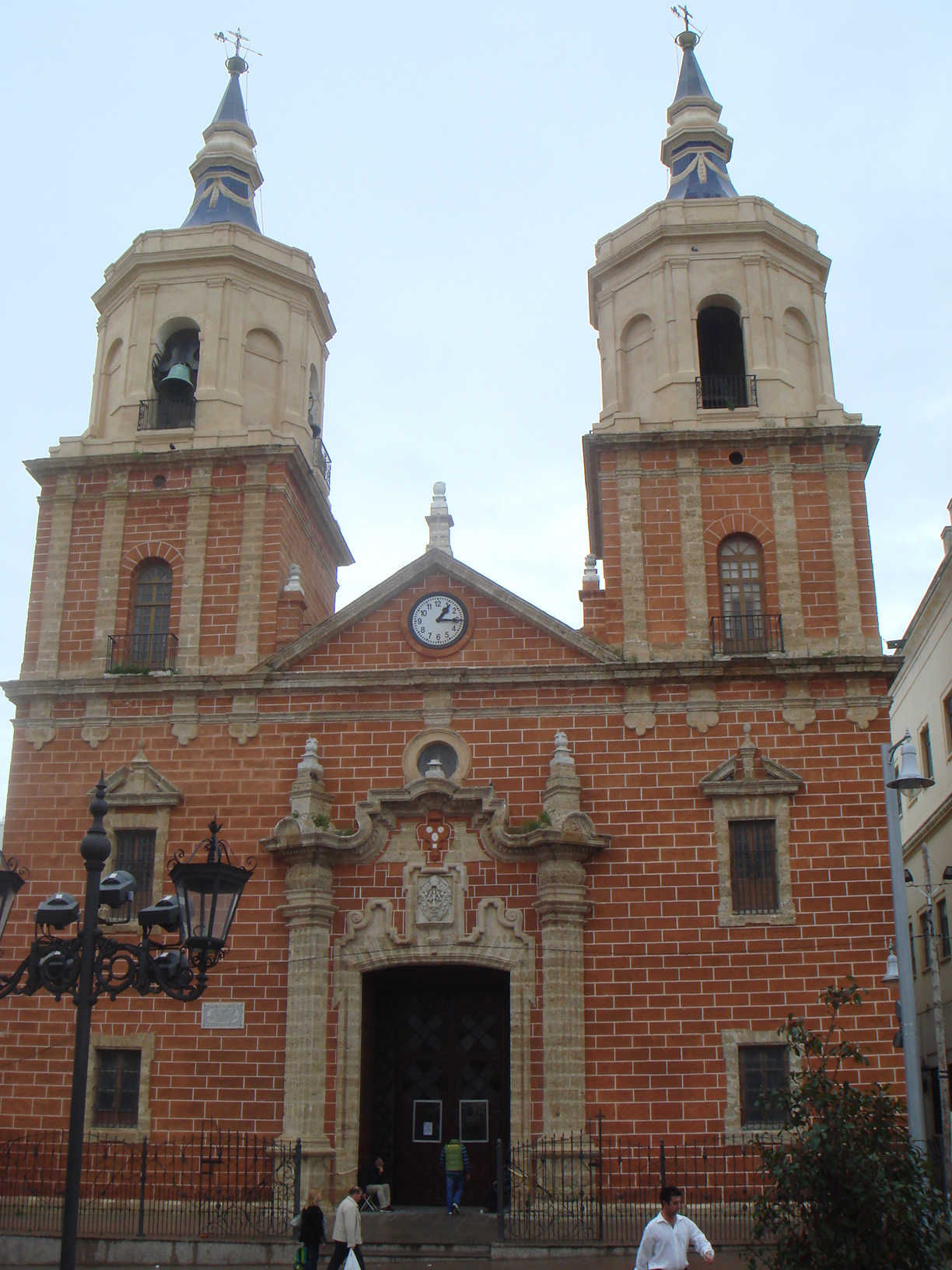
Kerk in San Fernando

## Geografie
Het dorp is gebouwd op een hoger gelegen stuk grond dat droog bleef in de kwelders van de baai van Cádiz. In deze kwelders kwamen vroeger veel zoutpannen (salinas) voor.

## Openbaar vervoer
Het dorp wordt bediend door een tramtrein (de Trambahía), die in het dorpcentrum een straattraject heeft. Aan de rand van het dorp zijn er twee treinstations: San Fernando-Bahía Sur en San Fernando-Centro, bediend door stoptreinen.

## Geboren in San Fernando
- Camarón de la Isla (1950), een van Spanjes bekendste flamencozangers
- Anne Hidalgo (1959), Frans politica; burgemeester van Parijs
- Monchi (1968), voormalig voetballer en huidig voetbalbestuurder

## Demografische ontwikkeling
Bron: INE; 1857-2011: volkstellingen
1. ↑  Tranvía Metropolitano de la Bahía de Cádiz, www.renfe.com, 11 februari 2025